# Yolanda Ortiz
Yolanda Ortiz   (Tucumán, 1923 - Buenos Aires, 22 de juny de 2019) va ser una doctora en química argentina i la primera Secretària de Recursos Naturals i Ambient Humà de l'Argentina, secretaria creada per Juan Domingo Perón el 1973. Va ser la primera dona a exercir un càrrec d'aquestes característiques a l'Amèrica Llatina. Va ser presidenta de l'ONG "Centro Ambiental Argentino CAMBIAR". Va ser assessora ad honorem en el Ministeri d'Ambient i Desenvolupament Sostenible de la Nació i del Consell Federal de Medi Ambient (COFEMA). En 2015, la Fundació R21 - Latinoamérica Sustentable la va nomenar membre honorari.
Yolanda Ortiz va néixer en Tucumán, però la família va haver de traslladar-se a Buenos Aires a causa dels problemes de salut d'un dels seus germans. Un cop a Buenos Aires, va decidir estudiar química. El seu primer treball va ser en la companyia Shell i després va treballar en la Direcció de Duanes. Durant la dècada de 1960 va estudiar Toxicologia a la Facultat de Ciències Exactes i Naturals. El 1967 va obtenir una beca per a la Universitat de La Sorbona, a París, on va romandre fins a finals de la dècada.
El 1973, Juan Domingo Perón va nomenar-la directora de la nova Secretaria de Medi Ambient d'Amèrica Llatina. Durant el seu exili a Espanya, l'expresident havia pres consciència de la crisi ambiental i climàtica que el món hauria d'afrontar, i el 1972, encara a Madrid, va redactar un "Missatge Ambiental als Pobles i Governs del Món”. Després del seu retorn a l'Argentina, Perón decideix crear aquesta nova Secretaria i integrar-la en l'estructura del Ministeri d'Economia. Aquesta decisió reflectia el pensament de Perón sobre la matèria: veia el problema ambiental com un problema econòmic. No obstant això, la seva decisió va trobar resistència en diverses àrees de treball que depenien del Ministeri.
Després de la mort de Perón i el derrocament d'Isabel Perón, Yolanda Ortiz va haver d'exiliar-se a Veneçuela, on va treballar a la Universitat Simón Bolívar, on va estar-s'hi sis anys.
De tornada a l'Argentina, va fundar l'organització no governamental el Centro Ambiental Argentino CAMBIAR.
Yolanda Ortiz va morir a la ciutat de Buenos Aires el 22 de juny de 2019.

## Reconeixements
El febrer de 2009, el Consell Federal de Medi ambient (COFEMA) va retre un homenatge a la trajectòria de Yolanda Ortiz.
Al maig de 2015, la fundació R21 – Latinoamérica Sustentable va nomenar Yolanda Ortiz Membre Honorari per la seva destacada tasca a favor del medi ambient i la sostenibilitat.
En 2018, el Senat de la Nació Argentina li va atorgar la menció Juana Azurduy en reconeixement de la seva trajectòria.
El 2020 el Senat i la Cambra de Diputats argentina promulguen una llei que duu el seu nom: Ley Yolanda, l'objectiu de la qual és "garantir la formació integral en ambient, amb perspectiva de desenvolupament sostenible i amb especial èmfasi en canvi climàtic per a les persones que s'ocupin de la funció pública".